# Gabriel Figueroa (Kameramann)
Gabriel Figueroa (* 24. April 1907 in Mexiko-Stadt; † 27. April 1997 ebenda) war ein mexikanischer Kameramann.

## Leben
Gabriel Figueroa kam in den frühen 30er Jahren als Standfotograf zum Film, wurde bald darauf Kameramann und arbeitete für einige Zeit als Assistent des Kameramanns Gregg Toland in den USA. Nach der Rückkehr in seine Heimat wurde Figueroa Chefkameramann und fotografierte zahlreiche Filme der bekanntesten mexikanischen Regisseure jener Zeit, Luis Buñuel und Emilio Fernández. Daneben arbeitete er aber auch an zahlreichen zweitklassigen Melodramen, Abenteuerfilmen und Western mit. Geschätzt wurde Figueroa vor allem für seine Landschaftsaufnahmen und Darstellung von Gesichtern.
1949 gewann er einen Golden Globe Award für den Film Mexikanische Romanze. Für seine Arbeit an Die Nacht des Leguan wurde er 1965 für den Oscar nominiert. Im Laufe seiner Karriere wurde er neun Mal mit einem Premio Ariel ausgezeichnet. 1987 erhielt Figueroa den mexikanischen Ehrenfilmpreis Ariel de Oro für sein Lebenswerk.
1995 wurde Figueroa mit dem International Achievement Award der American Society of Cinematographers geehrt.

## Filmografie (Auswahl)
- 1936: Allá en el Rancho Grande
- 1941: La gallina clueca
- 1942: Cuando viajan las estrellas
- 1942: El circo
- 1942: El verdugo de Sevilla
- 1942: La Virgen que forjó una patria
- 1943: Flor silvestre
- 1943: Maria Candelaria
- 1947: Befehl des Gewissens (The Fugitive)
- 1947: Mexikanische Romanze (The Pearl/La perla)
- 1948: Bezahlte Nächte (Salon Mexico)
- 1948: Der schwarze Korsar (Il corsario negro)
- 1948: Maclovia
- 1948: Rio Escondido
- 1949: Die Herrin von Soto (La malquerida)
- 1949: Paloma (Nosotros dos)
- 1950: Die Vergessenen (Los olvidados)
- 1950: Rebellen der schwarzen Berge (The Torch)
- 1950: Verbotene Straße (Victimas del pecado)
- 1953: Er (Él)
- 1954: Der Hexer von Santa Cruz (El rebozo de soledad)
- 1954: In den Klauen des Satans (Cuano levanta la niebla)
- 1954: Rebellion der Gehenkten (La rebelión de los colgados)
- 1956: Canasta (Canasta de cuentos mexicanos)
- 1956: Die Rebellenbraut (La escondida)
- 1959: Nazarin
- 1959: Für ihn verkauf’ ich mich (La Fièvre monte à El Pao)
- 1959: Sturm über Mexiko (La cucaracha)
- 1960: Das junge Mädchen (The Young One)
- 1960: Macario
- 1961: Die Verdammten vom Rio Grande (Juana Gallo)
- 1961: Ánimas Trujano (El hombre importante)
- 1962: Der Würgeengel (El ángel exterminador)
- 1963: Die Nacht des Leguan (The Night of the Iguana)
- 1965: Simon in der Wüste (Simon del desierto)
- 1968: Dosierter Mord (The Big Cube)
- 1969: Ein Fressen für die Geier (Two Mules for Sister Sara)
- 1969: Stoßtrupp Gold (Kelly’s Heroes)
- 1974: Tequila Sunrise (Once Upon a Scoundrel)
- 1977: Das Haus des Pelikans (La casa del pelicano)
- 1979: Die Kinder von Sanchez (The Children of Sanchez)
- 1980: Heiße Grenze USA (The Border)
- 1984: Unter dem Vulkan (Under the Volcano)